# Георги Попвасилев
Георги Минев Попвасилев е български военен летец, генерал-майор, началник-щаб на Въздушни войски (1934 – 1936).

## Биография
Георги Попвасилев е роден на 24 ноември 1893 г. в Скравена. На 22 септември 1913 г. е произведен в чин подпоручик. През 1916 г. завършва Авиационното училище в Божурище и на 5 октомври 1916 г. е произведен в чин поручик. Служи в 29-и пехотен ямболски полк, 46-и пехотен полк и в 1-ви пехотен полк, след което е приведен в жандармерията. Взема участие в Първа световна война (1915 – 1918).
След края на войната, през 1919 г. е произведен в чин капитан. От 1924 до 1927 г. е началник и преподавател в Авиационното училище., след което през 1928 г. е произведен в чин майор. През 1930 г. майор Попвасилев е назначен за командир на секция орляк от въздухоплавателния полк, от 1931 г. е началник на отдел въздухоплаване и началник на строеви отдел във въсдухоплвавателния полк, след което през 1932 г. завършва Военната въздухоплавателна академия в Италия и на 3 септември същата година е произведен в чин подполковник. През 1933 г. подполковник Попвасилев е назначен за началник-щаб на въздухоплвавателния полк , след което през 1934 г. е назначен за началник-щаб на Въздушни войски. През 1936 г. е уволнен от служба.
Между 1939 и 1943 г. завежда експлоатационна служба в италианското въздухоплавателно дружество „Ала Литория“. От 1936 до 1940 г. е председател на Съюза на българските гимнастически дружества „Юнак“, от 1942 до 1944 г. е председател на Българския аероклуб, а между 1944 и 1946 г. е началник канцелария на Народния съюз за въздушен спорт. През 1951 г. е преподавател във Военната академия. Умира през 1993 г. в София.
Георги Попвасилев е женен и има 1 дете.
Архивът на Георги Попвасилев се съхранява във фонд 1983К в Централен държавен архив. Той се състои от 74 архивни единици от периода 1919 – 1988 г.

## Военни звания
- Подпоручик (22 септември 1913)
- Поручик (5 октомври 1916)
- Капитан (1919)
- Майор (1928)
- Подполковник (3 септември 1932)
- Генерал-майор (1946)